# Ben Potter
Benny "Ben" Potter (Rhode Island, 18 de mayo de 1984 – Colorado, 8 de junio de 2024), también conocido como Comicstorian, fue una personalidad de internet estadounidense que publicaba comentarios sobre cómics, principalmente de Marvel Comics y DC Comics, en YouTube.

## Biografía
Potter nació el 18 de mayo de 1984 y creció en Rhode Island; su interés por los cómics comenzó al leer los que su padre coleccionaba. Más tarde dejó de leer cómics después de que la Clone Saga se volviera demasiado complicada para él. 
A mediados de los 2000, fue enviado a Afganistán y trabajó en un hospital militar, donde volvió a leer cómics porque 52 era más fácil de entender. Después de retirarse del ejército, comenzó el canal Comicstorian en 2014. La idea del canal surgió de sus dificultades para volver a los cómics y del deseo de su esposa de entender las películas de superhéroes sin tener que leer los cómics. Al momento de su muerte, su canal tenía más de tres millones de suscriptores.
Potter murió en un accidente automovilístico en la Interestatal 25 en Colorado el 8 de junio de 2024, a la edad de 40 años, cuando su coche se salió de la carretera y volcó varias veces. El equipo detrás del canal declaró que continuarían con el canal de alguna manera a pesar de su muerte.